# Baeksang Arts Awards
Baeksang Arts Awards (hangul: 백상예술대상; hanja: 百想藝術大賞; rr: Baeksang yesul daesang; MR: Paeksang yesul taesang), também conhecido como Paeksang Arts Awards, é uma premiação anual sul-coreana realizada para honrar as realizações notáveis na indústria de entretenimento e atrair a atenção do público sobre o melhor no cinema e televisão. O prêmio foi criado em 1965 por Chang Key-young, fundador do jornal Hankook Ilbo, cujo pseudônimo era "Baeksang", o que tornou-se parte de seu título. É entregue pela IS PLUS Corp., editora da Ilgan Sports em cerimônia realizada em Seul, entre os meses de abril ou maio.
O Baeksang Arts Awards é conhecido como o Globo de Ouro da Coreia.

## Categorias
Atualmente, a premiação se divide em três categorias principais, o Baeksang Arts Awards possuia uma categoria para premiar o teatro até o ano de 2002, quando o mesmo foi descontinuado.
| - Grande Prêmio - Melhor Filme - Melhor Diretor - Melhor Ator - Melhor Atriz - Melhor Ator Coadjuvante - Melhor Atriz Coadjuvante - Melhor Roteiro - Melhor Diretor Revelação - Melhor Ator Revelação - Melhor Atriz Revelação - Ator Mais Popular - Atriz Mais Popular - Prêmio Técnico | - Grande Prêmio - Melhor Drama - Melhor Programa Educacional - Melhor Programa de Entretenimento - Melhor Diretor - Melhor Ator - Melhor Atriz - Melhor Ator Coadjuvante - Melhor Atriz Coadjuvante - Melhor Roteiro - Melhor Diretor Revelação - Melhor Ator Revelação - Melhor Atriz Revelação - Ator Mais Popular - Atriz Mais Popular - Melhor Artista de Variedades - Masculino - Melhor Artista de Variedades - Feminino - Melhor Artista de Variedades - Revelação - Mais Popular - Artista de Variedades - Prêmio Técnico - Melhor Trilha Sonora Original - Prêmio de Realização | - Prêmio de Moda InStyle - Prêmio de Estrela Global iQiyi - Prêmio de Ícone da Bazaar - Prêmio de Contribuição Social - Prêmio de Realização |